# AS-203
AS-203 (Apollo-Saturn 203) var en ubemandet Apollo-testflyvning af løfteraketten Saturn IB for at teste hvordan tankene i Saturn V løfterakettens tredjetrin S-IVB opførte sig i vægtløshed. Dette var meget vigtigt da det var S-IVB trinnet der skulle sørge for at astronauterne blev sendt på den rette kurs til månen.